# Prestatyn (stacja kolejowa)
Prestatyn (ang: Prestatyn railway station) – stacja kolejowa w miejscowości Prestatyn, w hrabstwie Denbighshire, w Walii. Znajduje się na North Wales Coast Line i została otwarta w 1848. Przybycie kolei stało się impulsem do rozwoju miasto, które było początkującym ośrodkiem turystycznym. Stacja jest zarządzana przez Arriva Trains Wales i jest obsługiwana przez pociągi z Cardiff Central, Birmingham International i Manchesteru do Holyhead i Llandudno; również przez Virgin Trains pociągami do i z London Euston.

## Historia
Pierwszy dworzec kolejowy w Prestatyn otwarto w 1848 roku, gdy Chester and Holyhead Railway dotarła do miasta. Później stał się częścią London & North Western Railway, która rozbudowała linię i zbudowała nową stację w 1897. Stacja była zagrożona zamknięciem w 1960 roku w ramach Beeching Axe, ale udało się ją uratować, zmniejszając infrastrukturę stacji.
Stacja była również węzłem z linią do Dyserth - otwartej przez LNWR w 1869 roku, początkowo tylko dla ruchu górniczego. Obsługa pasażerów został ustanowiona w 1905 roku, ale trwała tylko do 1930, kiedy to została wycofana przez LMS. Pozostała w użyciu do kamieniołomu w Dyserth, aż w 1973 roku została całkowicie zamknięta. Wiele odcinków starej linii jest teraz używanych jako chodnik.

## Linie kolejowe
- North Wales Coast Line